# Benita Koch-Otte
Benita Koch-Otte (Stuttgart, 23 de mayo de 1892-Bielefeld, 26 de abril de 1976) era una tejedora alemana, diseñadora y artista textil que estudió en la Bauhaus. Fue profesora de la Universidad de Arte y Diseño de Burg Giebichenstein.

## Vida y trabajo
Benita Otte nació el 23 de mayo de 1892 en Stuttgart, Alemania. Su padre era un farmacéutico.
Al terminar sus estudios en el Instituto de Krefeld, Otte enseñó dibujo y educación física en Uerdingen. En 1920, se matriculó a la Bauhaus en Weimar donde estudió en el taller textil. Más tarde fue empleada del taller, trabajando estrechamente con Gunta Stölzl. Otte dejó la Bauhaus en 1925.

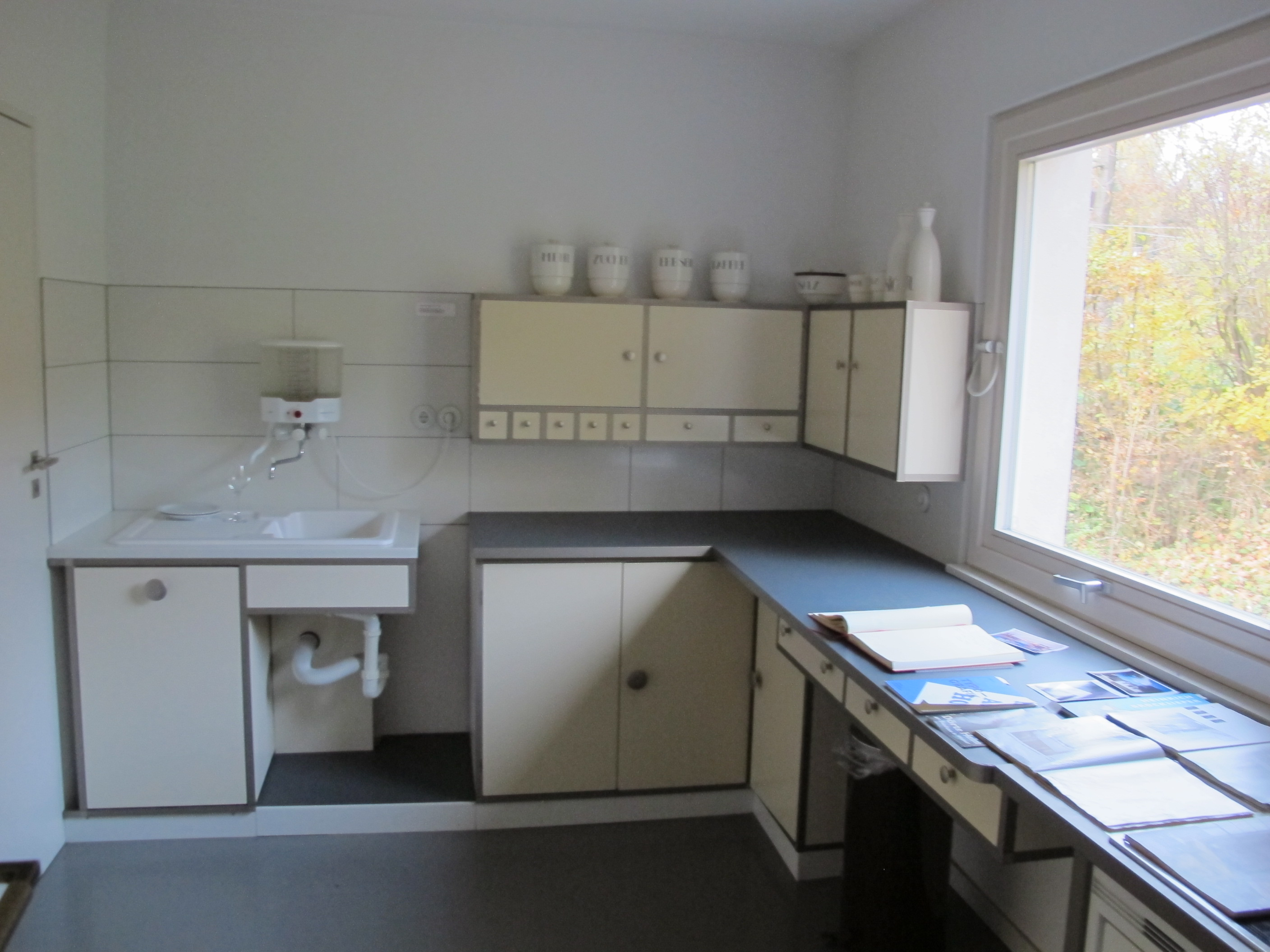
Cocina de Haus am Horn

A pesar de que trabajó principalmente como tejedora, en varias ocasiones Otte produjo obra fuera de dicho medio. Entre este trabajo destaca su diseño de 1923 para la cocina de Haus am Horn en Weimar, el cual inspiró a Margarete Schütte-Lihotzky para su cocina Frankfurt en 1926.
Después de dejar la Bauhaus, Otte ejerció como jefa del taller de costura de la Kunstgewerbeschule Burg Giebichenstein, una universidad de artes en Halle, ahora llamada Burg Giebichenstein Kunsthochschule Halle (Universidad de Arte y Diseño de Burg Giebichenstein).  En 1929  se casó con el fotógrafo checo Heinrich Koch quien estudió con Otte en la Bauhaus.
Diversos profesores y alumnos de la Bauhaus trabajaron en la escuela, incluyendo: Gerhard Marcks, el Rector de 1928-1933; Hans Wittwer, quién dirigió el departamento de arquitectura; Marguerite Friedländer y Erich Consemüller. Tras el ascenso Nazi al poder en 1933, Koch-Otte y otras personas del personal consideradas vanguardistas fueron despedidas de la escuela.
Después de esto, Koch-Otte y su marido se mudaron a Praga. Heinrich Koch murió en un fatal accidente en 1934 y ella regresó a Alemania, donde enseñó en la Fundación Bodelschwingh Bethel (Bodelschwinghsche Stiftungen Bethel), un hospital psiquiátrico en el distrito Bethel de Bielefeld. En el hospital, Koch-Otte daba talleres de costura para pacientes. Trabajó en la fundación hasta su jubilación en 1957.
Koch-Otte murió el 26 de abril de 1976 en Bielefeld.
La calle Benita Koch-Otte (Benita-Otte-Straße) en Erfurt fue nombrada en su memoria.